# Sven Perlow
Carl Sven Georg Perlow, född 8 september 1906 i Stockholm, död 3 juli 1948 i Stockholm, var en svensk skulptör.
Han var son till tullöveruppsyningsmannen Carl Perlow och hans maka. Perlow studerade vid Tekniska skolan och därefter vid Konsthögskolan i Stockholm 1939-1945. Hans konst består av modellerade porträttbyster. 